# マイク・バシック
マイケル・ジョゼフ・バシック（Michael Joseph Bacsik、1977年11月11日 - ）は、アメリカ・テキサス州ダラス出身の投手。左投げ左打ち。
バリー・ボンズにメジャー新記録となる756号ホームランを打たれたことで知られる。
父のマイク・バシック・シニア（Michael James Bacsik）も元メジャーリーグの投手。

## 経歴
1996年、クリーブランド・インディアンスからドラフト18巡目で指名され、2001年8月5日にメジャーデビュー。2001年オフに3対5の大型トレードでロベルト・アロマーらと共にニューヨーク・メッツに移籍。2002年7月5日、メッツでのデビュー戦でメジャー初勝利を挙げた。その後テキサス・レンジャーズ、フィラデルフィア・フィリーズと契約するが、ほとんどマイナー暮らしだった。
2006年、アリゾナ・ダイヤモンドバックス傘下3Aツーソンで11勝0敗、防御率2.79の好成績を残し、シーズン後ワシントン・ナショナルズと契約。2007年は3Aコロンバスで開幕を迎えたが5月にメジャーに昇格し先発ローテーションに定着。5月24日に2004年以来となるメジャーでの勝利を挙げた。

## ボンズとの対戦
2007年8月7日、AT&Tパークで行われたサンフランシスコ・ジャイアンツ戦に先発。2回裏のボンズの第1打席では2塁打を、3回裏の第2打席ではシングルヒットを打たれた。4対4で迎えた5回裏の第3打席に、カウント2-3からメジャー新記録となる756号ホームランを右中間スタンドに打たれた。その後、ボンズを祝福するためにジャイアンツのクラブハウスを訪れ、ボンズから"To Mike, God Bless. Barry Bonds."とサインされたバットを贈られた。

## エピソード
父のマイク・バシック・シニアは、1976年8月23日に現役最終年のハンク・アーロンと対戦している。ハンク・アーロンはその年の7月20日に現役最後の755号ホームランを打っていた。親子で755本ホームランを打っている打者と対戦したことになる。

## 詳細情報

### 年度別投手成績
| 年 度    | 球 団    | 登 板 | 先 発 | 完 投 | 完 封 | 無 四 球 | 勝 利 | 敗 戦 | セ 丨 ブ | ホ 丨 ル ド | 勝 率 | 打 者 | 投 球 回 | 被 安 打 | 被 本 塁 打 | 与 四 球 | 敬 遠 | 与 死 球 | 奪 三 振 | 暴 投 | ボ 丨 ク | 失 点 | 自 責 点 | 防 御 率 | W H I P |
| -------- | -------- | ----- | ----- | ----- | ----- | -------- | ----- | ----- | -------- | ----------- | ----- | ----- | -------- | -------- | ----------- | -------- | ----- | -------- | -------- | ----- | -------- | ----- | -------- | -------- | ------- |
| 2001     | CLE      | 3     | 0     | 0     | 0     | 0        | 0     | 0     | 0        | 0           | ----  | 45    | 9.0      | 13       | 0           | 3        | 1     | 1        | 4        | 0     | 0        | 10    | 9        | 9.00     | 1.78    |
| 2002     | NYM      | 11    | 9     | 1     | 0     | 0        | 3     | 2     | 0        | 0           | .600  | 247   | 55.2     | 63       | 8           | 19       | 3     | 4        | 30       | 0     | 0        | 29    | 27       | 4.37     | 1.47    |
| 2003     | NYM      | 5     | 3     | 0     | 0     | 0        | 1     | 2     | 0        | 0           | .333  | 85    | 17.2     | 28       | 5           | 8        | 0     | 0        | 12       | 0     | 0        | 21    | 20       | 10.19    | 2.04    |
| 2004     | TEX      | 3     | 3     | 0     | 0     | 0        | 1     | 1     | 0        | 0           | .500  | 63    | 15.2     | 16       | 2           | 1        | 0     | 2        | 6        | 0     | 0        | 8     | 8        | 4.60     | 1.09    |
| 2007     | WSH      | 29    | 20    | 0     | 0     | 0        | 5     | 8     | 0        | 0           | .385  | 520   | 118.0    | 141      | 26          | 29       | 3     | 6        | 45       | 4     | 0        | 73    | 67       | 5.11     | 1.44    |
| MLB：5年 | MLB：5年 | 51    | 35    | 1     | 0     | 0        | 10    | 13    | 0        | 0           | .435  | 960   | 216.0    | 261      | 41          | 60       | 7     | 13       | 97       | 4     | 0        | 141   | 131      | 5.46     | 1.49    |